# Institución Educativa José Eusebio Caro de Popayán
La Institución Educativa José Eusebio Caro está ubicada en la ciudad de Popayán, en el departamento del Cauca, Colombia. Es un establecimiento de Educación pública financiado por el Gobierno Nacional de carácter Mixto. Actualmente beneficia las comunas 7,8 y 9 de Popayán. Fue dirigido inicialmente por los Hermanos Maristas y posteriormente por los Hermanos Corazonistas hasta pasar a manos del Ministerio de Educación de Colombia. En la actualidad ofrece los niveles de: Educación preescolar, Educación primaria y Educación secundaria que estipula el Gobierono Nacional. En su historia ha recibido algunos reconocimientos como LA GRAN CRUZ DE BELALCAZAR y algunas placas conmemorativas que se encuentra ubicadas en la entrada del establecimiento. A partir del 7 de julio de 1980 el Gobierno Nacional le da el nombre del escritor y poeta José Eusebio Caro en honor a su memoria.

## Historia
En 1952 el señor nuncio apostólico de su santidad, Monseñor Antonio Samoré, sugirió al Dr. Lucio Pabón Núñez, ministro de Educación, la idea de fundar una Normal, en el sur del País. La idea fue acogida y el 2 de octubre del mismo año el Gobernador del Cauca, Dr. Luis Fernando Paredes y el Secretario de Educación Dr. Helcias Martán, firmaron el Decreto de Fundación de la Escuela Normal Rural Departamental. La dirección de la Normal fue encomendada a la comunidad de Hermanos Maristas, siendo su primer Rector el Hermano Antonio Máximo, graduado en Filosofía y en letras por la Universidad Javeriana y en Ingeniería Electrónica por la Universidad del Cauca.
La cuna de la Normal, fue una vieja casona de Don Ignacio Muñoz, situada junto al río Cauca. Un mes después de su fundación se nacionalizó y dos años más tarde dejaba el carácter de rural para convertirse en Normal Superior. El 1 de agosto de 1953 llegó como Rector de la Normal, el Hermano Elías Manuel Álvarez, a quien la institución le debe su primera y definitiva orientación. Como parte importante de la Normal, en mayo de 1954, inició labores la Escuela Anexa, en la casa de Don Aniceto Guzmán. Su primer director fue el Hermano Alfredo Zuluaga Ospina quien fue reemplazado tres meses después por el Hermano Rodolfo Sandoval, gran orientador de juventudes.
El 3 de septiembre de 1955 y, gracias al secretario de Educación, Rdo. Padre Raúl Zambrano Camader, la Normal pasa a funcionar en el antiguo local de la concentración “Tomás Cipriano de Mosquera”, actual Colegio Francisco Antonio de Ulloa. Durante este tiempo, la Normal fue visitada, en reiteradas ocasiones, por los señores inspectores Nacionales y por los Jefes de Normales y Educación Primaria. Con motivo del Congreso Eucarístico Arquidiocesano, celebrado en Popayán, la Normal lució por primera vez su Pabellón, el 24 de enero de 1957. Después de tantas vicisitudes, llegó por fin el 18 de julio de 1959, día glorioso para la Normal ya que entrega a la sociedad sus primeros 18 maestros graduados.
En agosto del mismo año, llegó el Hermano Marcelo José Giraldo a reemplazar al Hermano Elías. Los cuatro años de rectorado del Hermano Marcelo, centraron su atención en la sincera orientación del Normalista, como persona y como futuro educador. En 1962, Editorial Bedout, organizó a nivel interdepartamental un evento académico que denominó “Campeonato de inteligencia “. Gracias al esfuerzo y dedicación de los participantes, la Normal ocupó el primer lugar entre muchos y renombrados Colegios Oficiales y Privados del Valle del Cauca, Cauca y Nariño. Con gran entusiasmo, los normalistas de ese entonces festejaron la conquista del anhelado campeonato de inteligencia.
Después de cuatro años de ausencia, nuevamente llega el Hermano Elías a orientar la Normal. Toma posesión de la rectoría en agosto de 1963.
En la escuela Anexa se realizó cambio en la dirección. El 27 de agosto de 1968 el Hermano Rodolfo Sandoval es reemplazado por el Hermano Guido Franco Burbano Erazo. El 19 de agosto de este mismo año, hubo nuevo cambio de Rector. Para reemplazar al Hermano Elías llegó el Hermano Luis Ordóñez. El Departamento necesitaba en ese entonces el local donde funcionaba la Normal, para dejar campo al Colegio Francisco Antonio de Ulloa, la Normal se trasladó a Villamarista. Correspondió al nuevo Rector organizar el traslado con la colaboración de doce soldados y de algunas personas de buena voluntad.
Llegó por fin el día en que la Normal podría funcionar en la propiedad de Chuni adquirida con antelación por el gobierno departamental en 1956 y cuya primera construcción, iniciada el 21 de abril de 1958 se destruyó totalmente como consecuencia de un fuerte vendaval, ocurrido dos meses después de iniciada,. El 21 de septiembre de 1972, es el día tan anhelado por la comunidad Normalista; ese día, se inician labores académicas en las instalaciones propias de Chuni.
Para reemplazar al Hermano Luis Ordóñez el 1 de septiembre de 1976 llega el Hermano Guido Franco Burbano Erazo. Durante su administración se celebraron con gran pompa las Bodas de Plata de la Normal, en febrero de 1978. Con este motivo, la Normal recibió del sr alcalde de la ciudad, Doctor Guillermo Alberto González, la GRAN CRUZ DE BELALCAZAR.
El 4 de septiembre de 1978, la comunidad de los Hermanos Maristas dejó la orientación de la Normal y tomó su orientación la Comunidad Corazonista. Es nombrado Rector el Hermano Jesús Javier Galindo. Durante su rectorado se realizaron obras de importancia para el mejor funcionamiento académico como el laboratorio de Química y Garajes. Los Hermanos corazonistas dejaron la dirección de la Normal el 7 de julio de 1980 y a partir del mes de septiembre del mismo año el Ministerio de Educación de Colombia, nombró como nuevo Rector al licenciado Marco A. Gaviria Delgado. Un año después dejó la dirección de la Escuela Anexa el profesor cayo Antonio Burbano y para reemplazarlo fue promovido el profesor Jorge Alirio Caicedo Muñoz.
Durante la presente administración, la Normal ha ocupado puestos de distinción a nivel nacional, de acuerdo a los resultados publicados por el ICFES. El terremoto del 31 de marzo de 1983, ocasionó grandes daños en la planta física de la Normal. El ICCE asumió la reparación de Secundaria y Primaria. La empresa Coca-Cola, en un gesto de altruismo reconstruyó el preescolar de la Normal.
En cumplimiento de la Ley 715 de 2.001 el Gobierno Municipal Expide el Decreto 139 del 6 de agosto de 2003, el cual en su artículo 28 constituye la Institución Educativa José Eusebio Caro, fusionando cinco (5) Planteles Educativos, cuya localización es la siguiente:
- Sede principal: Chuni - Comuna 9
- sede San José: Barrio San José  - Comuna 9
- Sede Los Campos: Barrio Los Campos – Comuna 7
- Sede Las Palmas: Barrio Las Palmas – Comuna 7
- Sede Chuni: Barrio Chuni – Comuna 9

## Rectores que pasaron por la Institución

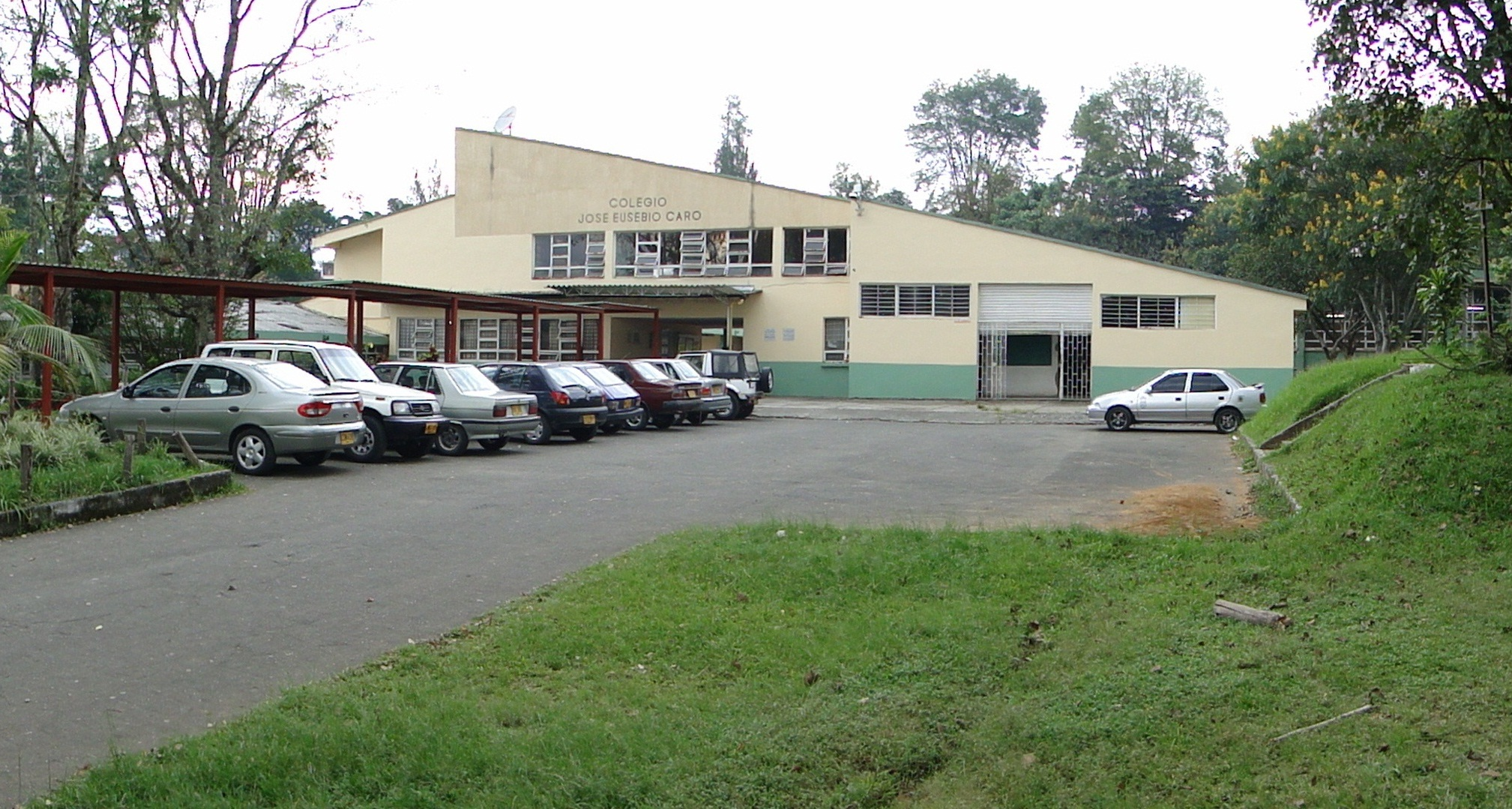
Sede principal

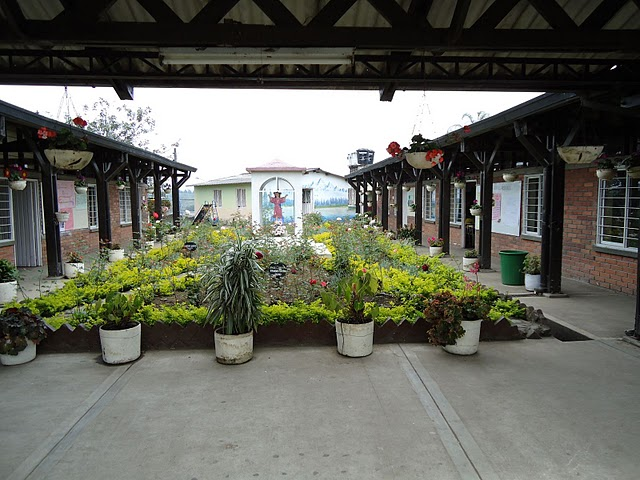
Sede chuni

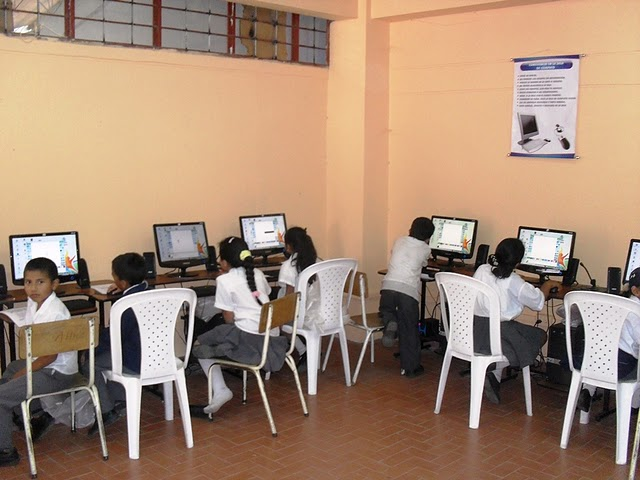
Sede campos

| Rectores de la Institución      |               |
| Hermanos Maristas               |               |
| Hno. Antonio Máximo             | (1952 -1953)  |
| Hno. Elías Manuel Álvarez       | (1953 - 1954) |
| Hno. Marcelo José Giraldo       | (1954)        |
| Hno. Rodolfo Sandoval           | (1954 - 1959) |
| Hno. Marcelo José Giraldo       | (1959 - 1963) |
| Hno. Elías Manuel Álvarez       | (1963 - 1968) |
| Hno. Luis Ordóñez               | (1968 - 1976) |
| Hno. Guido franco Burbano Erazo | (1976 - 1978) |
| Hermanos Corazonistas           |               |
| Hno. Jesús Javier Galindo       | (1978 y 1980) |
| Rectores Laicos                 |               |
| Marco Aurelio Gaviria Delgado   | (1980 - )     |
| Roger Marino Calvache           |               |
| Gerardo Hoover Ruiz Muñoz       |               |
| Mélida Gudelia Muñoz Gallardo   |               |
| Miguel Antonio Caicedo Ordóñez  |               |
| Simón Eduardo Mosquera Peña     | Actual        |

| Nombres que recibido durante la historia |               |
| Escuela Normal Rural Departamental       | (1952 -1953)  |
| Normal Superior                          | (1954 - 1954) |
| Escuela Anexa                            | (1954 - 1958) |
| Normal Nacional de Varones               | (1959- 1980)  |
| Colegio Nacional José Eusebio Caro       | (1980 - 2003) |
| Institución Educativa José Eusebio Caro  | (2003 - )     |